# Battage (textile)
Pour les articles homonymes, voir Battage.

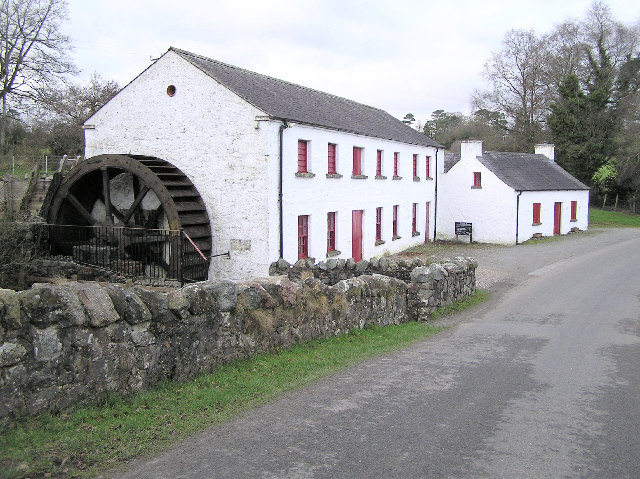
Le batteur (beetling) de Wellbrook dans le comté de Tyrone, en Irlande du Nord.

Le battage est le battement de linge ou de tissu de coton pour donner un effet plat et brillant.

## Histoire
En Irlande, le battage (beetling) a été introduite par Hamilton Maxwell en 1725. Le battage fait partie de la finition de la toile de lin. Le martelage resserre le tissage et donne au tissu une sensation de douceur. Le processus a été progressivement éliminé au profit du calandrage. Une similitude est la compression; cependant, avec le calandrage, la finition ne demeure pas le temps de la vie de l'étoffe[pas clair]. Cela le distingue du battage.